# برنهارد کریستف برایتکپف
برنهارد کریستف برایتکُپْف (آلمانی: Bernhard Christoph Breitkopf؛ ۲ مارس ۱۶۹۵–۲۶ مارس ۱۷۷۷) یک ناشر و ویراستار اهل آلمان بود.
او بنیان‌گذار مؤسسهٔ انتشاراتی برایتکُپْف و هِرتِل است که قدیمی‌ترین ناشر آثار موسیقی جهان محسوب می‌شود.